# Allan Shivers
Robert Allan Shivers, né le 5 octobre 1907 à Lufkin et mort le 14 janvier 1985 à Austin, est un homme politique américain démocrate, gouverneur du Texas du 11 juillet 1949 au 15 janvier 1957.